# Armstrong Whitworth Whitley
Armstrong Whitworth Whitley byl britský celokovový dvoumotorový bombardovací letoun užívaný ve druhé světové válce.

## Vývoj

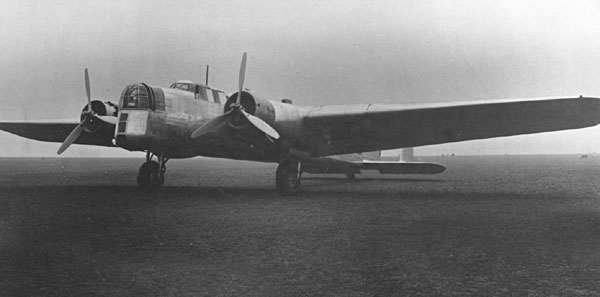
Jeden ze dvou prototypů letounu Armstrong Whitworth Whitley, 1936

Letoun vznikl na základě zadání britského ministerstva letectví B.3/34 z roku 1934. První letouny byly objednány již v srpnu 1935 v počtu 80 kusů, a to i přesto, že stroj byl teprve „na papíře“. První prototyp AW.38 Whitley vzlétl 17. března 1936 na továrním letišti Baginton v Coventry s motory Armstrong Siddeley Tiger IX o výkonu 585 kW. Výkony však byly neuspokojivé.
Druhý prototyp provedl první let 24. února 1937 se silnějšími pohonnými jednotkami Tiger XI.
Strojů první verze pod označením AW.38 Whitley Mk.I bylo vyrobeno 34 kusů. První stroje sériové výroby měly instalované křídlo, jehož konce nevykazovaly kladné vzepětí, a některé z nich neměly střelecké věže. Další exempláře již měly vnější části křídla se vzepětím 4° a od dvanáctého vyrobeného kusu byly do jejich přídě montovány střelecké věže Frazer-Nash s hydraulickým ovládáním. V zadní části trupu byly alternativně umístěny dva typy věží konstrukce Armstrong Whitworth vždy s kulometem Vickers.
Následující varianta Whitley Mk.II byla vybavena dvojicí motorů Tiger VIII s dvoustupňovým kompresorem o vzletovém výkonu 621 kW. Stroje s nosností 1590 kg pum mohly být vybaveny výsuvnou střeleckou věží Frazer-Nash FN 17 se dvěma kulomety Browning.
Osmdesátikusová série verze Whitley Mk.III, dodaná do března 1939, mohla nést až 2497 kg pum. Motory Tiger však nadále nepodávaly dostatečný výkon.

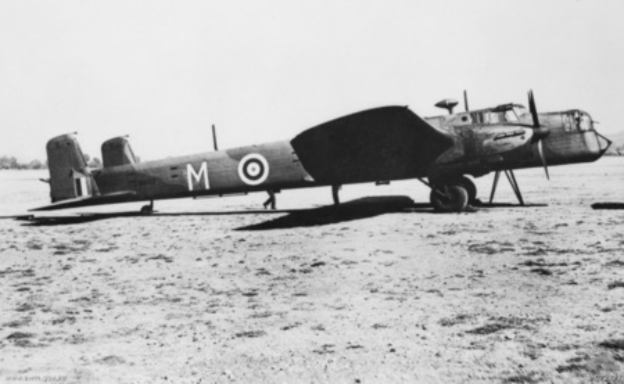
Armstrong Whitworth Whitley Mk.VII, RAF, 1942

Proto se od modelu Whitley Mk.IV a Whitley Mk.IVA na jaře roku 1939 začaly do letadel montovat silnější motory Merlin, vyráběné firmou Rolls-Royce. Ty se osvědčily a „čtyřky“ tak při vyšší rychlosti unesly až 3200 kg bomb. Celková produkce dosáhla 40 strojů.
Nejrozšířenější verzí byla Whitley Mk.V, jejíž prototyp byl zalétán 8. srpna 1939, u které byla na zádi instalována věž se čtveřicí kulometů ráže 7,7 mm. Této verze bylo do července 1943 vyrobeno 1 466 kusů.
Letouny typové řady Whitley Mk.VII byly určeny pro službu v pobřežním letectvu. Kromě většího množství paliva byly vybavené radiolokátorem ASV Mk.II s anténami na trupu a pod křídlem. Přibyl šestý člen osádky k jeho obsluze. Této verze vzniklo v letech 1941 až 1942 146 kusů a celkem bylo vyrobeno 1814 kusů všech verzí.

## Nasazení
První letouny Whitley obdržela 9. března 1937 10. bombardovací peruť v Dishforthu a na podzim 1939 již mělo bombardéry ve výzbroji devět britských perutí. Stroje se do dubna 1942 účastnily britské bombardovací ofenzívy vůči Třetí říši, ale pro jejich nižší výkony byly postupně přesouvány na jiné činnosti. Byly používány k ničení ponorek, námořnímu hlídkování, ke kladení min, k výsadkovým operacím, k vlečení kluzáků, k dopravě i k výcviku.
Stroji patří několik prvenství. Při náletu na Brémy, Hamburk a Porúří se v noci 3. září 1939 stal prvním strojem RAF, který za druhé světové války pronikl nad německé území. Whitleye Mk.IV 10. perutě byly první stroje RAF, kterým se podařilo proniknout nad Berlín. Stalo se to v noci z 1. na 2. října 1939.
V roce 1944 již byla naprostá většina strojů vyřazena z aktivní vojenské služby.

## Specifikace

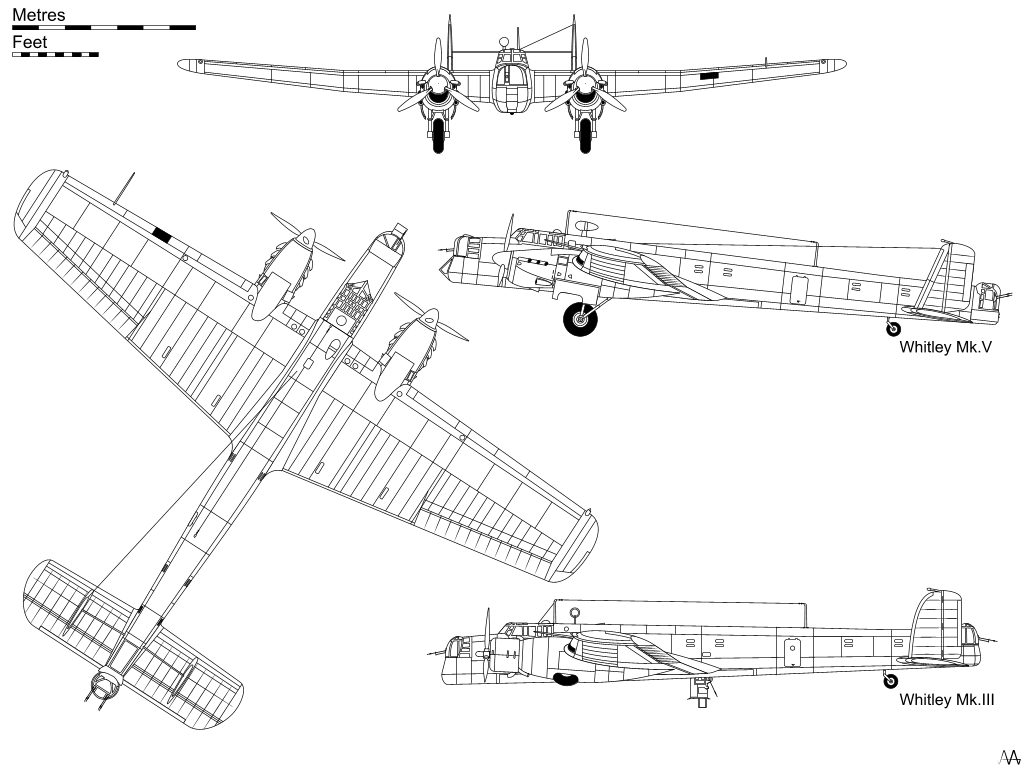
Orthographic projection of the Merlin-powered Whitley Mk V, with inset profile of the Tiger-powered Mk III with retractable "dustbin" turret.

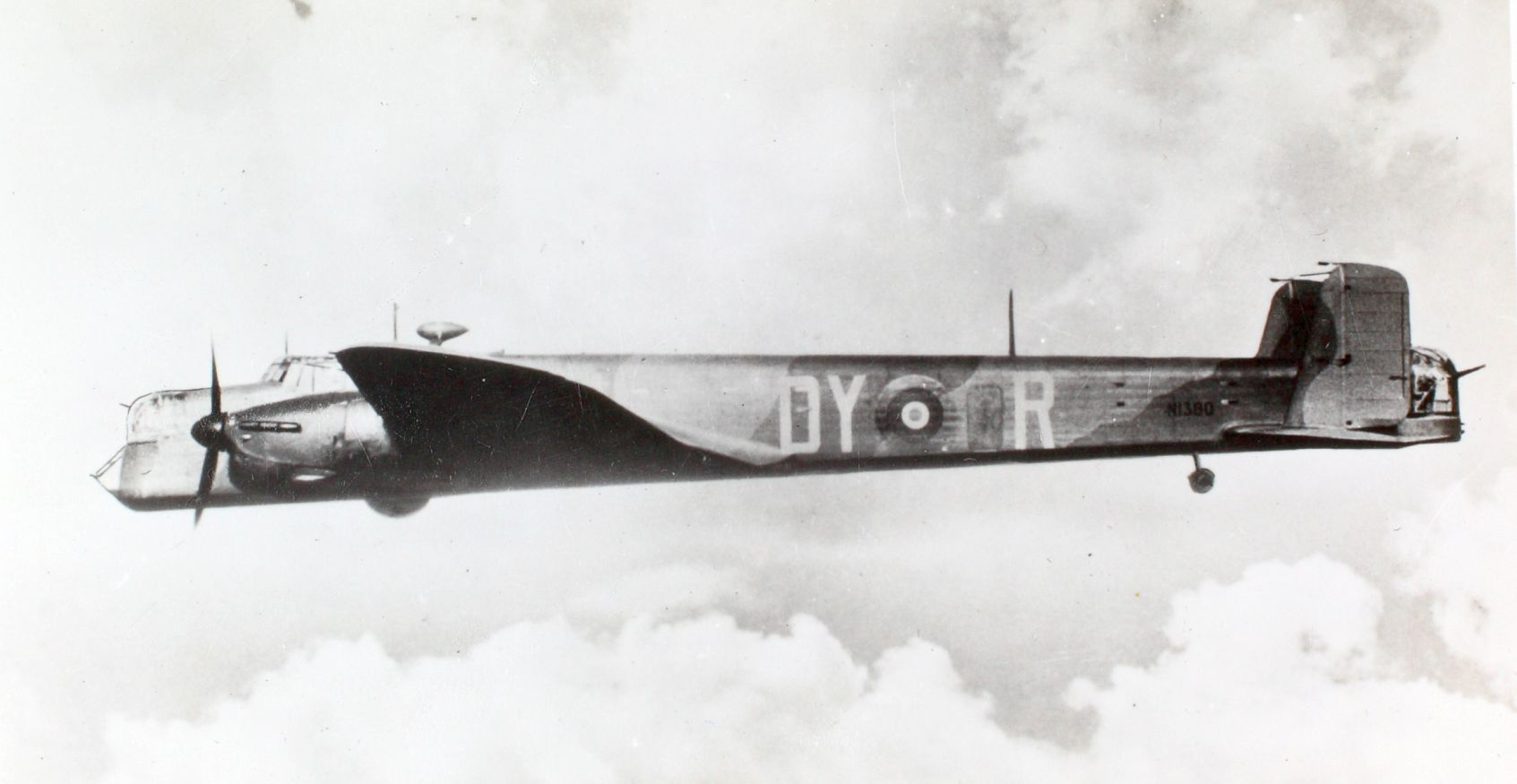
Armstrong Whitworth Whitley Mk.V (DY-R), RAF

### Technické údaje
- Osádka: 5–6 osob
- Rozpětí: 25,62 m
- Délka: 21,12 m
- Nosná plocha: 114,50 m²
- Hmotnost prázdného letounu: 7370 kg (Mk V. 8785 kg)
- Vzletová hmotnost: 12 031 kg (Mk. V 15 209 kg)
- Pohonná jednotka: 2 × hvězdicový motor Armstrong Siddeley Tiger VIII s výkonem 621 kW (Mk. III), Mk.V 2× dvanáctiválcový vidlicový motor Rolls Royce Merlin X se vzletovým výkonem 841 kW

### Výkony
- Maximální rychlost: 311 km/h (Mk. V 370 km/h)
- Cestovní rychlost: 297 km/h
- Výška: 3,89 m
- Dostup: 5182 m (Mk. V. 6100 m)
- Počáteční stoupavost: 4 m/s
- Dolet: 2462 km

### Výzbroj (Whitley Mk.V)
- 1 × 7,7 mm Vickers K v nosní věži
- 4 × 7,7 mm M1919 Browning v zadní věži
- Maximálně 7 000 lb (3 175 kg) pum